# Croperoides negrottoi
Croperoides negrottoi is een vlinder uit de familie spinneruilen (Erebidae), onderfamilie donsvlinders (Lymantriinae). De wetenschappelijke naam van deze soort is voor het eerst geldig gepubliceerd in 1940 door Berio.
De soort komt voor in tropisch Afrika.